# Caudron Simoun
Caudron Simoun byl francouzský čtyřmístný sportovní a turistický dolnoplošník z 30. let 20. století. Společností Air Bleu byl používán jako poštovní letoun, získal několik světových rekordů v délce letu, a za druhé světové války byl Armée de l'Air užíván jako spojovací.

## Varianty

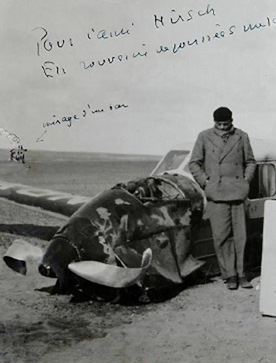
Antoine de Saint-Exupéry před havarovaným C.630 Simoun (imatrikulace F-ANRY) na Sahaře, prosinec 1935.

C.500 Simoun I
Experimentální verze, postaven 1 kus.
C.520 Simoun
Experimentální verze, postaven 1 kus.
C.620 Simoun IV
Experimentální verze, postaven 1 kus.
C.630 Simoun
Počáteční sériová varianta s motorem Renault Bengali 6Pri, postaveno 20 kusů.
C.631 Simoun
Modifikovaná verze s motorem Renault 6Q-01 vzniklá v počtu 3 kusů.
C.632 Simoun
Varianta podobná C.631, vznikly 3 kusy.
C.633 Simoun
Šest kusů s upraveným trupem a motorem Renault 6Q-07.
C.634 Simoun
Tři kusy s upraveným křídlem, zvýšenou vzletovou hmotností a motory Renault 6Q-01 nebo Renault 6Q-09.
C.635 Simoun
Verze s vylepšeným uspořádáním kabiny a motorem Renault 6Q-01 nebo Renault 6Q-09, vzniklá v počtu 46 kusů, včetně přestaveb ze starších variant.
C.635M Simoun
Vojenská varianta s motory Renault 6Q-09 nebo Renault 6Q-19, postaveno 489 kusů.

## Uživatelé

### Civilní
- Francie
  - Air Bleu

### Vojenští
- Belgie
  - Belgické letectvo
- Francie
  - Armée de l'Air
  - Aéronavale
- Maďarské království
  - Maďarské královské letectvo
- Německá říše
  - Luftwaffe (malé počty)[1]
- Spojené království
  - Royal Air Force
- Spojené státy americké
  - United States Navy

## Specifikace (C.635)

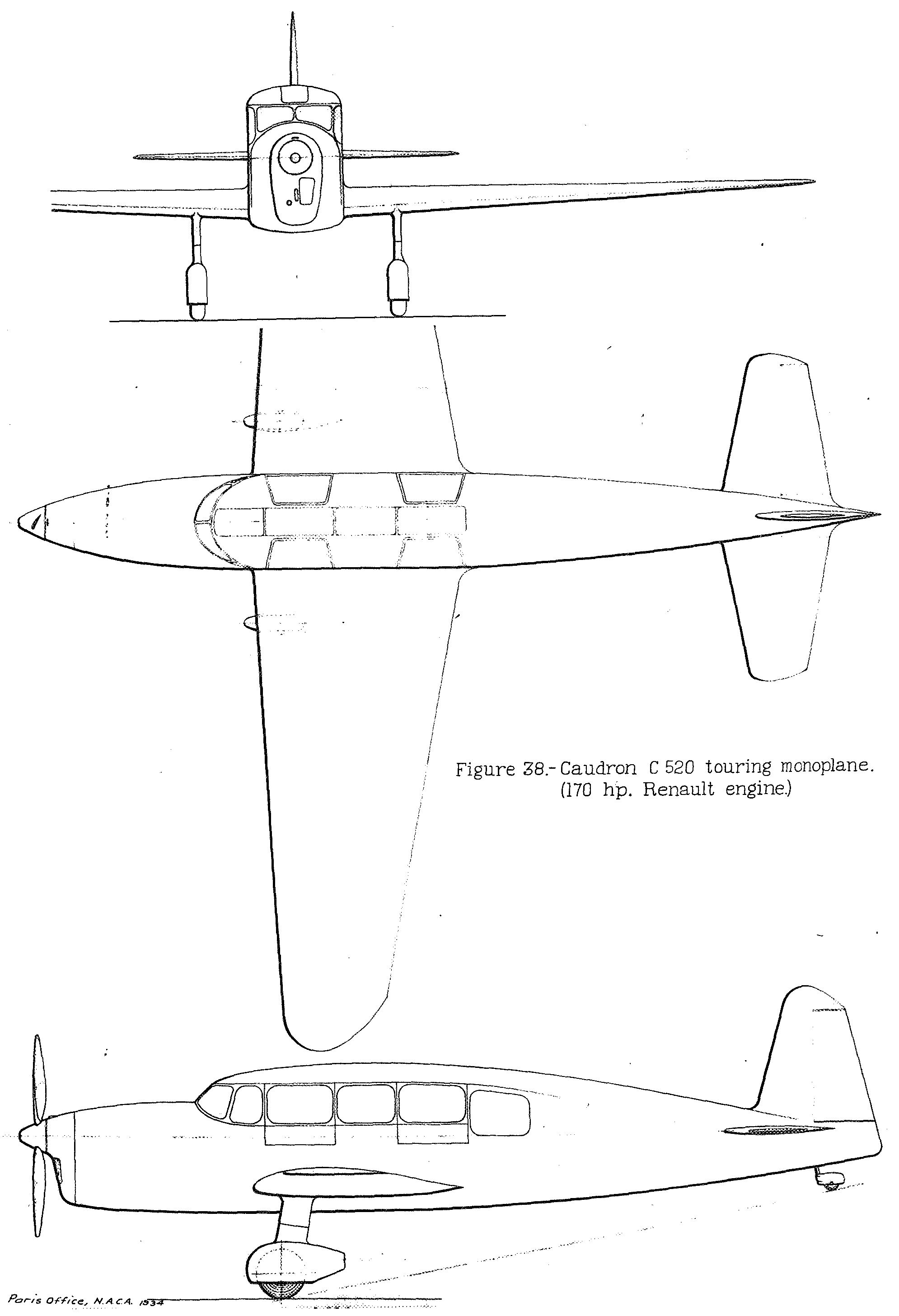
Třípohledový nákres Caudronu C.520 z archivů NACA

### Technické údaje
- Osádka: 1-2 (pilot a kopilot/navigátor)
- Kapacita: 2 cestující
- Délka: 9,10 m
- Rozpětí křídel: 10,4 m
- Nosná plocha: 16 m²
- Výška: 2,3 m
- Prázdná hmotnost: 755 kg
- Vzletová hmotnost: 1 380 kg
- Pohonná jednotka: 1 × invertní vzduchem chlazený šestiválcový řadový motor Renault 6Q-09
- Výkon pohonné jednotky: 160 kW (220 k)

### Výkony
- Maximální rychlost: 300 km/h
- Dolet: 3 000 km
- Praktický dostup: 6 000 m